# Robert Maćkowiak

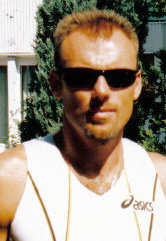
Robert Mackowiak (2007)

Robert Maćkowiak (* 13. Mai 1970 in Rawicz) ist ein ehemaliger polnischer Leichtathlet.
Maćkowiak war in den 1990er Jahren der beste 400-Meter-Läufer seines Landes. Sein erster großer Erfolg bei einem Einzelwettbewerb war der Gewinn der Silbermedaille bei den Europameisterschaften 1998 in Budapest. Mit der polnischen 4-mal-400-Meter-Staffel erzielte er zahlreiche hervorragende Ergebnisse. Höhepunkt war der Gewinn der Silbermedaille bei den Weltmeisterschaften 1999 in Sevilla. Später gab Antonio Pettigrew von der siegreichen US-amerikanischen Staffel zu, gedopt gewesen zu sein, woraufhin die Polen auf den ersten Platz vorrückten.
Seine persönliche Bestzeit lief er bei den Weltmeisterschaften 2001 in Edmonton mit 44,84 s. Bei den Weltmeisterschaften 2005 in Helsinki trat er im Alter von 35 Jahren noch einmal im Finale der 4-mal-400-Meter-Staffel an und wurde mit seinen drei polnischen Kollegen Fünfter. Bei einer Größe von 1,80 m betrug sein Wettkampfgewicht 78 kg.